# Beitar Gerusalemme (pallacanestro)
Il Beitar Gerusalemme è una società cestistica avente sede a Gerusalemme, in Israele. Fondata nel 1968, nel 2012 la società è stata rifondata.